# Philonotis parvula
Philonotis parvula là một loài rêu trong họ Bartramiaceae. Loài này được Norrl. Lindb. ex H. Philib. mô tả khoa học đầu tiên năm 1897.